# Hermann Bahlsen (Fabrikant, 1859)
Hermann Bahlsen (* 14. November 1859 in Hannover; † 6. November 1919 in Hannover) war ein deutscher Unternehmer in der Lebensmittelindustrie sowie Erfinder des Leibniz-Butterkekses und Gründer der Süßwaren-Fabrik Bahlsen.

## Biografie

### Herkunft und Ausbildung
Hermann Bahlsen wurde als zweites von drei Kindern des Tuchhändlers Carl Bahlsen und seiner Frau Marie, geb. Wendland (1829–1904), geboren. Als junger Mann absolvierte er zunächst eine kaufmännische Lehre in Genf. Danach arbeitete er zunächst in seiner Heimatstadt und dann als Zuckereinkäufer für eine Firma in London. Nach seiner Rückkehr nach Deutschland begann er, die „Cakes“, die er in England kennengelernt hatte, auch auf dem Kontinent zu vermarkten.

### Unternehmensgründung

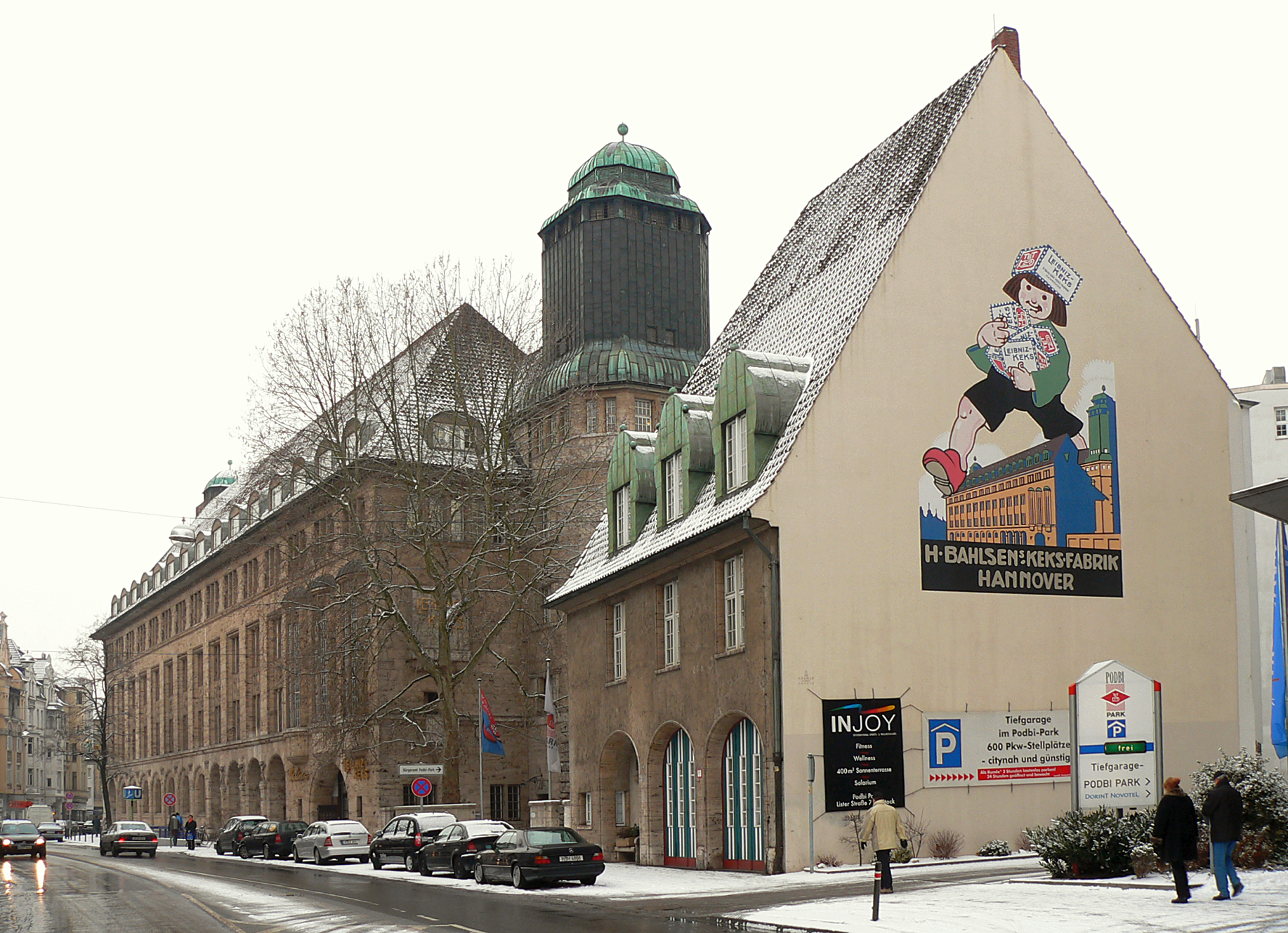
Bahlsen-Keksfabrik von 1911 in Hannover

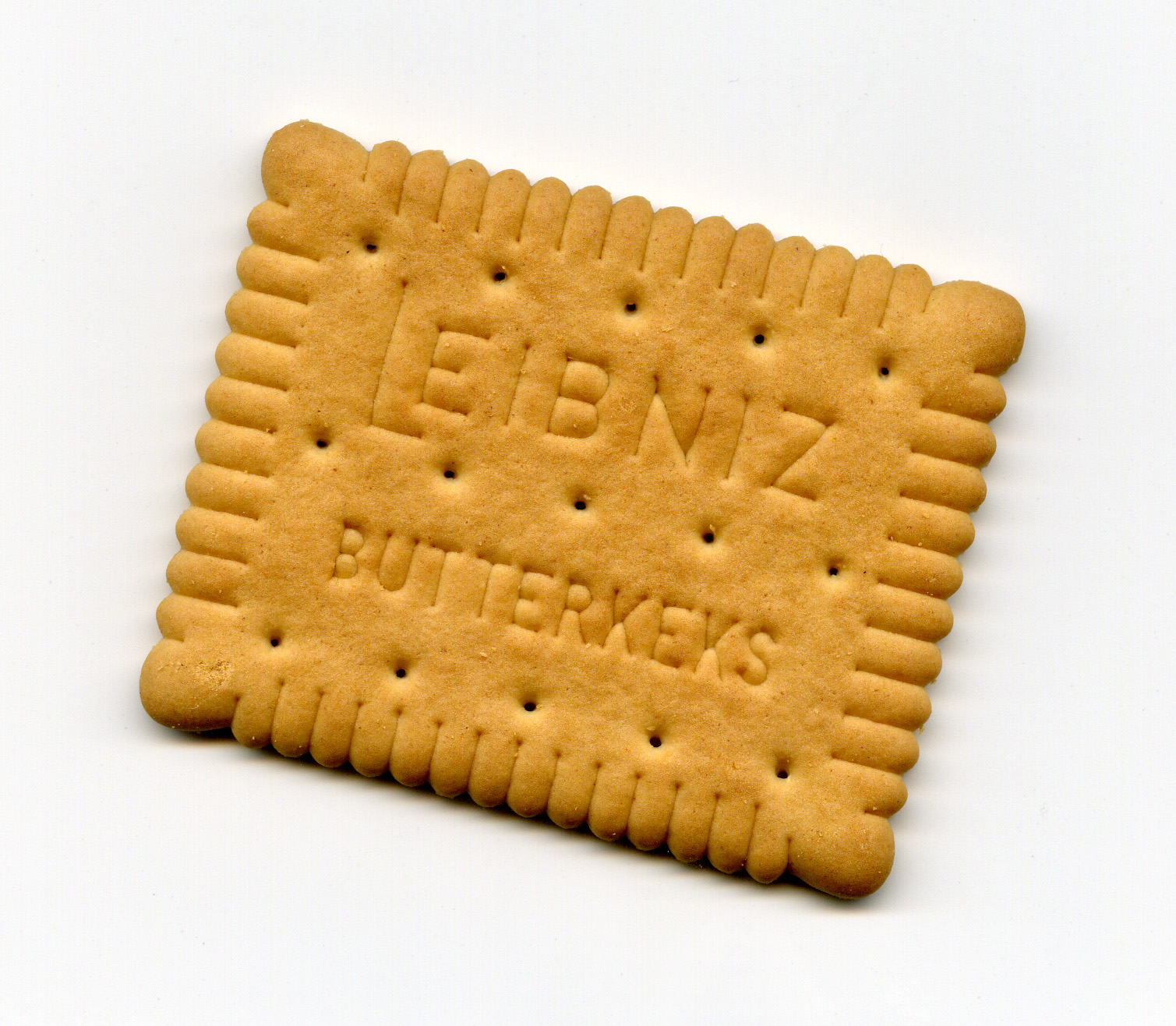
Bahlsen-Butterkeks mit 52 „Zähnen“ und dem typischen Leibniz-Schriftzug

1888 wurde er Teilhaber des „Fabrikgeschäfts englischer Cakes und Biscuits“ eines Herrn Schmuckler an der Friesenstraße in Hannover, der ein Darlehen über 20.000 Mark nicht an seine Darlehensgeberin Marie Bahlsen, Hermann Bahlsens Mutter, zurückzahlen konnte. Im Jahr darauf übernahm Hermann Bahlsen Schmücklers Unternehmen vollständig und ließ seinen Betrieb am 1. Juli 1889 als „Hannoversche Cakesfabrik H. Bahlsen“ ins Handelsregister eintragen. Nur zwei Jahre später erhielt er für seine Erzeugnisse bereits die Goldmedaille der Nahrungsmittelausstellung in Brüssel. 1893 reiste er zur Weltausstellung nach Chicago (seine Mutter hatte währenddessen in Hannover Prokura) und erlangte dort für seine länger haltbaren Kekse eine Goldmedaille. Im selben Jahr hatte er die Idee, für seine Buttercakes, die er im Gegensatz zu seinen Konkurrenten nicht lose, sondern in Tüten abgepackt verkaufte, mit einem Leibniz-Zitat zu werben, was den Umsatz innerhalb kürzester Zeit steigerte. Die Zahl der Mitarbeiter stieg innerhalb weniger Jahre von zehn auf über 100 und bis zum Beginn des Ersten Weltkriegs auf etwa 1700. Bahlsen richtete 1899 für seine Beschäftigten eine Betriebskrankenkasse ein und stellte Arzt-, Kranken- und Fürsorgepersonal zur Verfügung. Er stiftete auch Treueprämien. 
1899 heiratete Hermann Bahlsen Gertrud Fues (1880–1967). Das Paar bekam die vier Söhne Hans, Werner, Gerhard (1905–1975) und Klaus.
1911 fand die Eindeutschung des englischen Wortes „cakes“ zu „Keks“, um die Bahlsen als Erfinder des Wortes lange gekämpft hatte, Eingang in den Duden.
Bahlsen verband die unternehmerische Markenentwicklung mit seinem Mäzenatentum. Er wurde Mitglied im 1907 gegründeten Deutschen Werkbund und ließ beispielsweise 1914 von Peter Behrens eine Keksverpackung für die wegweisende Werkbundausstellung in Köln entwerfen. 1916 war er Gründungsmitglied des Hannoverschen Kunstvereins Kestner-Gesellschaft. In den Jahren 1916 und 1917 ließ Bahlsen durch den von ihm geförderten Künstler Bernhard Hoetger Pläne für die Retortenstadt TET-Stadt in Hannover entwickeln, die jedoch nicht verwirklicht wurden. Sie sollte zugleich Wohn- und Arbeitsstätte für die Beschäftigten der Bahlsen-Werke werden.
Um 1918 plante Bahlsen mit dem Architekten Carl Arend das Großprojekt Familienbad Weißer Berg in Mardorf, das jedoch aufgrund von Bahlsens Tod 1919 nicht umgesetzt wurde. 1921 übernahm die Hannoversche Bank (seit 1922 Deutsche Bank) das Gelände.
1919 starb Hermann Bahlsen. Sein Sohn Hans übernahm seine Nachfolge, 1922 beziehungsweise 1930 traten auch Werner und Klaus in die Unternehmensleitung ein. Gerhard Bahlsen wurde Miteigentümer und war als Verleger und Schriftsteller tätig.

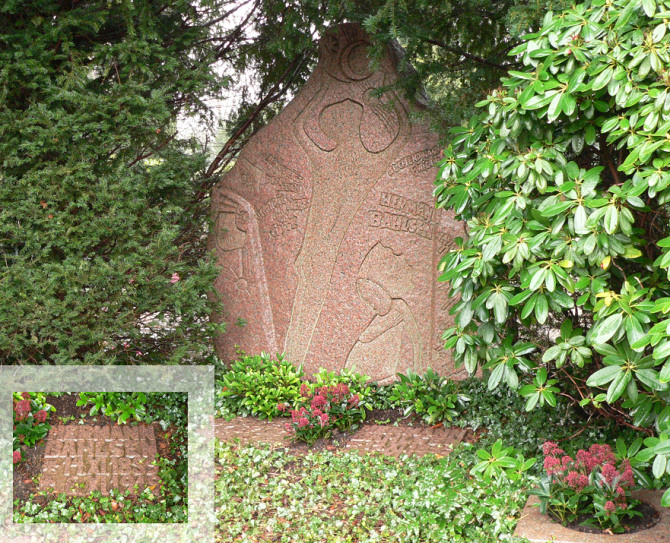
Bahlsen-Familiengrab in Hannover, links Grabplatte Hermann Bahlsen als Ausschnittvergrößerung

Hermann Bahlsen wurde in einem Familiengrab auf dem Neuen St.-Nikolai-Friedhof in Hannover im Stadtteil Nordstadt beerdigt.

## Bahlsens Erfolgsrezept
Zum Erfolg der Bahlsen-Produkte trug auch die 1903 patentierte Verpackung bei, die lange Haltbarkeit garantierte. Auf diesen Vorzug spielte auch das um die Jahrhundertwende entworfene Firmenlogo an, das einer ägyptischen Hieroglyphe nachempfunden ist: Das ägyptische Wort djed (von Bahlsen zu TET vereinfacht) bedeutet „Dauerhaftigkeit“, „Ewigkeit“ oder „unvergänglich“. Auf die Idee mit der Hieroglyphe hatte ihn Museumsdirektor Friedrich Tewes gebracht. Zuvor hatte Bahlsen für seine Kekse ein anderes Logo verwendet, das ein springendes Pferd zeigte. Ein weiteres Merkmal der Kekse neben der Hieroglyphe sind bis heute die 52 „Zähne“ (heraldisch „Dornen“), die 15 eingestanzten Punkte auf der Vorderseite und der typische Leibniz-Schriftzug. Bahlsen beauftragte immer wieder renommierte Künstler mit Entwürfen, wie Emanuel Josef Margold von der Wiener Werkstätte. Auch Kurt Schwitters und Lotte Pritzel arbeiteten am Image des Leibnizkekses.
Innovativ waren auch Bahlsens Produktionsmethoden; als erster Hersteller in Europa setzte er ab 1905 auf Fließbandfertigung.
Ähnlich wie Heinz Appel in der ersten Hälfte des 20. Jahrhunderts den Begriff „Delikatessen“ durch seine Wortschöpfung „Feinkost“ ersetzte, machte erst die enge Verbindung zwischen Schöpfergeist und Kunst die Markenartikel der hannoverschen Familienunternehmen „zu etwas Besonderem“. Dazu schrieb Klaus Wiborg, Redakteur der Frankfurter Allgemeinen Zeitung: „Der Stil, der die schöpferische Investition und die geistige Unternehmerpersönlichkeit hinter der alltäglichen Ware ahnen läßt, hat sich auf Dauer als werbewirksamste Verkaufsförderung erwiesen“.